# Таннер Шоме, Симона
Симона Таннер Шоме (1916 — 25 мая 1962) — уроженка Франции, являвшаяся борцом за мир и волонтеркой SCI (Международная гражданская служба). Вела активистскую деятельность во Франции с 1943 по 1945 и в Алжире с 1951 по 1956 года. В 2011 В Израиле за её действия по спасению еврейских детей во время Второй мировой войны удостоилась звания Праведник народов мира.

## Ранние годы жизни
Симона Шоме родилась во время войны 1914—1918 годов, однако точные дата и место рождения неизвестны. Никогда не знала своего отца, что повлияло на неё в ранние годы. Её мать вышла замуж во второй раз и её отчим перевез всю семью в Канны. Взаимоотношения между Шоме и её отчимом были напряженными. В 1942 году она вместе со своей подругой присоединилась к молодёжному клубу CLAJ (Club loisirs action jeunesse) и в 1943 стала его секретарем. Во время Второй мировой войны она продолжала работать в клубе и спасала жизни еврейских детей во Франции.

## Шоме и SCI (Международный Гражданский Сервис)
SCI был очень важен для Шоме и её жизни. Организация SCI вышла на контакт с ней и она решила стать волонтером от имени организации. В период между 1945 и 1950 годами осуществляла активистскую деятельность во Франции и между 1951 и 1956 годами была долгосрочным волонтером в Алжире. Своего мужа, Эмиля Таннера, она встретила так же в SCI, где он работал секретарем. Во время волонтерства в SCI Шоме исследовала полезные аспекты образования, затем основала школу в Бузареа. Она хотела помочь людям, которые не знали, как читать и писать, и детям, которые нуждались в образовании.

## Смерть и наследие
Шоме была убита 25 мая 1962 года в ходе войны за независимость Алжира.
Дети, которым Шоме спасла жизнь, Франсуа Гельберт, Гилберт и Максим Аллуш, присутствовали на поминании, чтобы почтить её.
В её честь была установлена памятная доска на Коль дю Фанже 7 мая 2005 года. Кроме того, поскольку она спасла жизни еврейских детей во Франции во время Второй мировой войны, то она была отмечена государством Израиль. 24 октября 2011 года она была удостоена звания «Праведник народов мира» в Париже, на Французской площади, 78 по улице Бонапарта. Также её имя указано на памятной табличке «Стена исчезнувших людей», посвященной памяти погибших во время войн в Алжире, расположенной на стене алжирского министерства иностранных дел.